# Ljósavatn
Ljósavatn (IJslands voor Licht-meer) is een diep meer ten oosten van Akureyri in het noorden van IJsland. Het meer heeft een oppervlakte van bijna 3,3 km².
In het jaar 1000 na Christus werd op het Alding bij Þingvellir besloten om het Christendom als nationale godsdienst te aanvaarden. De wetspreker Thorgeir Thorkelsson, die daar een grote rol bij heeft gespeeld (zie Íslendingabók), kwam op weg naar zijn huis bij Ljósavatn langs de vlakbijgelegen Goðafoss waterval. Hij gooide als blijk van zijn bekering zijn heidense afgodsbeelden in deze waterval, en gaf daarmee de waterval haar naam: Godenwaterval. In het jaar 2000, dus 1000 jaar na deze ommezwaai, werd de Þorgeirskirkja kerk, die vlak bij zijn vermeende boerderij is gebouwd, ingewijd. In deze kerk ligt een basaltzuil met runeninscripties.